# Bahnhof Eastbourne

Der Bahnhof Eastbourne ist ein Bahnhof in der südenglischen Stadt Eastbourne. Er ist neben dem Bahnhof Hampden Park die zweite – und größere – Station der Stadt. Eastbourne wird jährlich von rund 3,5 Millionen Reisenden frequentiert.

## Geschichte
Am 14. Mai 1849 wurde der erste Bahnhof eröffnet, als die London, Brighton and South Coast Railway (LB&SCR) eine eingleisige Zweiglinie vom Bahnhof Polegate an der East Coastway Line eröffnete. Heute liegt im Bereich der Abzweigung ein Gleisdreieck, die Möglichkeit zur direkten Umfahrung von Eastbourne wurde jedoch stillgelegt, so dass heute manche Züge den Bahnhof Hampden Park zweimal passieren.
1866 wurde das erste Bahnhofsgebäude durch ein zweites ersetzt, ehe dieses 1886 dem heutigen bestehenden weichen musste.
Eigentlich war nebst der Polegate-Zweiglinie noch eine Verlängerung der Seaford-Zweiglinie entlang von Beachy Head nach Eastbourne geplant gewesen.

## Lage und Architektur
Der Bahnhof ist ein Kopfbahnhof und liegt etwas nördlich des am Meer gelegenen Zentrums an einer Straßenecke. Über dem Haupteingang befindet sich ein Uhrturm. Im Januar 2010 mussten Teile des Bahnhofs gesperrt werden, als Teile des Turmes zu bröckeln begannen.
Im besagten Hauptgebäude befinden sich heute unter anderem die Fahrdienstleitung, eine Schalterhalle, ein Warteraum, ein Café und eine Subway-Filiale.
Gegenüber dem Bahnhof befindet sich mit dem Arndale Centre ein großes Einkaufszentrum. Direkt an den Bahnhof angrenzend liegt ein Busbahnhof, von dem neben den städtischen Buslinien Fernbusse nach Brighton, London oder Gatwick Airport verkehren.

## Betrieb
Der Bahnhof Eastbourne liegt unter der operativen Führung von Southern.
Direkte Zugverbindungen gibt es nach London Victoria (via Gatwick Airport), Brighton, Hastings, Ore oder nach Ashford International am High Speed 1. Trotz des Kopfbahnhofes verkehrt kein einziger Zug fahrplanmäßig nur von/nach Eastbourne, meistens gibt es Relationen wie London Victoria–Ore oder Brighton–Hastings–Ashford International. Das hat zur Folge, dass der Bahnhof Hampden Park zweimal von denselben Zugläufen passiert wird: Entweder halten die Züge nur einmal oder beide Male. Frühmorgens gibt es noch Zusatzzüge nach London Bridge.

## Unfälle
- Am 25. August 1958 kollidierte der Nachtzug Glasgow Central–Eastbourne mit einem Zug der Relation Ore–London Bridge. Fünf Personen kamen ums Leben, 40 weitere wurden teilweise schwer verletzt.[3][4]
- Im Zweiten Weltkrieg wurde das Depot beim Bahnhof von Bombenangriffen schwer beschädigt und nach Kriegsende nicht mehr eröffnet. 1952 wurde es abgebrochen, das Areal wird jedoch heute noch zum Abstellen von Zügen verwendet.

## Zukunft
Von Seiten der Southern-Schwestergesellschaft Southeastern gibt es Bestrebungen, die Southeastern Highspeed-Hochgeschwindigkeitszüge, welche von St Pancras aus über den High Speed 1 zu diversen Destinationen in Kent fahren, auch nach Hastings und Eastbourne zu verlängern. Diese Zugsverbindungen würden dann in Ashford von der HS1 abfahren und dann über die Marshlink Line bis Hastings und dann über die East Coastway Line bis Eastbourne verkehren. Dafür wäre jedoch eine Reelektrifizierung der Strecke zwischen Ashford und Eastbourne notwendig.